# Samomat
|   | a | b | c | d | e | f | g | h |   |
| 8 | a8 bílý král · b8 bílý střelec · f8 bílý jezdec · a7 bílý pěšec · c7 bílý pěšec · e7 černý pěšec · g7 bílý pěšec · f6 bílý pěšec · h6 černý král · e5 bílý pěšec · h5 černý pěšec · h4 bílý pěšec · g2 bílý střelec · h1 černý střelec | a8 bílý král · b8 bílý střelec · f8 bílý jezdec · a7 bílý pěšec · c7 bílý pěšec · e7 černý pěšec · g7 bílý pěšec · f6 bílý pěšec · h6 černý král · e5 bílý pěšec · h5 černý pěšec · h4 bílý pěšec · g2 bílý střelec · h1 černý střelec | a8 bílý král · b8 bílý střelec · f8 bílý jezdec · a7 bílý pěšec · c7 bílý pěšec · e7 černý pěšec · g7 bílý pěšec · f6 bílý pěšec · h6 černý král · e5 bílý pěšec · h5 černý pěšec · h4 bílý pěšec · g2 bílý střelec · h1 černý střelec | a8 bílý král · b8 bílý střelec · f8 bílý jezdec · a7 bílý pěšec · c7 bílý pěšec · e7 černý pěšec · g7 bílý pěšec · f6 bílý pěšec · h6 černý král · e5 bílý pěšec · h5 černý pěšec · h4 bílý pěšec · g2 bílý střelec · h1 černý střelec | a8 bílý král · b8 bílý střelec · f8 bílý jezdec · a7 bílý pěšec · c7 bílý pěšec · e7 černý pěšec · g7 bílý pěšec · f6 bílý pěšec · h6 černý král · e5 bílý pěšec · h5 černý pěšec · h4 bílý pěšec · g2 bílý střelec · h1 černý střelec | a8 bílý král · b8 bílý střelec · f8 bílý jezdec · a7 bílý pěšec · c7 bílý pěšec · e7 černý pěšec · g7 bílý pěšec · f6 bílý pěšec · h6 černý král · e5 bílý pěšec · h5 černý pěšec · h4 bílý pěšec · g2 bílý střelec · h1 černý střelec | a8 bílý král · b8 bílý střelec · f8 bílý jezdec · a7 bílý pěšec · c7 bílý pěšec · e7 černý pěšec · g7 bílý pěšec · f6 bílý pěšec · h6 černý král · e5 bílý pěšec · h5 černý pěšec · h4 bílý pěšec · g2 bílý střelec · h1 černý střelec | a8 bílý král · b8 bílý střelec · f8 bílý jezdec · a7 bílý pěšec · c7 bílý pěšec · e7 černý pěšec · g7 bílý pěšec · f6 bílý pěšec · h6 černý král · e5 bílý pěšec · h5 černý pěšec · h4 bílý pěšec · g2 bílý střelec · h1 černý střelec | 8 |
| 7 | a8 bílý král · b8 bílý střelec · f8 bílý jezdec · a7 bílý pěšec · c7 bílý pěšec · e7 černý pěšec · g7 bílý pěšec · f6 bílý pěšec · h6 černý král · e5 bílý pěšec · h5 černý pěšec · h4 bílý pěšec · g2 bílý střelec · h1 černý střelec | a8 bílý král · b8 bílý střelec · f8 bílý jezdec · a7 bílý pěšec · c7 bílý pěšec · e7 černý pěšec · g7 bílý pěšec · f6 bílý pěšec · h6 černý král · e5 bílý pěšec · h5 černý pěšec · h4 bílý pěšec · g2 bílý střelec · h1 černý střelec | a8 bílý král · b8 bílý střelec · f8 bílý jezdec · a7 bílý pěšec · c7 bílý pěšec · e7 černý pěšec · g7 bílý pěšec · f6 bílý pěšec · h6 černý král · e5 bílý pěšec · h5 černý pěšec · h4 bílý pěšec · g2 bílý střelec · h1 černý střelec | a8 bílý král · b8 bílý střelec · f8 bílý jezdec · a7 bílý pěšec · c7 bílý pěšec · e7 černý pěšec · g7 bílý pěšec · f6 bílý pěšec · h6 černý král · e5 bílý pěšec · h5 černý pěšec · h4 bílý pěšec · g2 bílý střelec · h1 černý střelec | a8 bílý král · b8 bílý střelec · f8 bílý jezdec · a7 bílý pěšec · c7 bílý pěšec · e7 černý pěšec · g7 bílý pěšec · f6 bílý pěšec · h6 černý král · e5 bílý pěšec · h5 černý pěšec · h4 bílý pěšec · g2 bílý střelec · h1 černý střelec | a8 bílý král · b8 bílý střelec · f8 bílý jezdec · a7 bílý pěšec · c7 bílý pěšec · e7 černý pěšec · g7 bílý pěšec · f6 bílý pěšec · h6 černý král · e5 bílý pěšec · h5 černý pěšec · h4 bílý pěšec · g2 bílý střelec · h1 černý střelec | a8 bílý král · b8 bílý střelec · f8 bílý jezdec · a7 bílý pěšec · c7 bílý pěšec · e7 černý pěšec · g7 bílý pěšec · f6 bílý pěšec · h6 černý král · e5 bílý pěšec · h5 černý pěšec · h4 bílý pěšec · g2 bílý střelec · h1 černý střelec | a8 bílý král · b8 bílý střelec · f8 bílý jezdec · a7 bílý pěšec · c7 bílý pěšec · e7 černý pěšec · g7 bílý pěšec · f6 bílý pěšec · h6 černý král · e5 bílý pěšec · h5 černý pěšec · h4 bílý pěšec · g2 bílý střelec · h1 černý střelec | 7 |
| 6 | a8 bílý král · b8 bílý střelec · f8 bílý jezdec · a7 bílý pěšec · c7 bílý pěšec · e7 černý pěšec · g7 bílý pěšec · f6 bílý pěšec · h6 černý král · e5 bílý pěšec · h5 černý pěšec · h4 bílý pěšec · g2 bílý střelec · h1 černý střelec | a8 bílý král · b8 bílý střelec · f8 bílý jezdec · a7 bílý pěšec · c7 bílý pěšec · e7 černý pěšec · g7 bílý pěšec · f6 bílý pěšec · h6 černý král · e5 bílý pěšec · h5 černý pěšec · h4 bílý pěšec · g2 bílý střelec · h1 černý střelec | a8 bílý král · b8 bílý střelec · f8 bílý jezdec · a7 bílý pěšec · c7 bílý pěšec · e7 černý pěšec · g7 bílý pěšec · f6 bílý pěšec · h6 černý král · e5 bílý pěšec · h5 černý pěšec · h4 bílý pěšec · g2 bílý střelec · h1 černý střelec | a8 bílý král · b8 bílý střelec · f8 bílý jezdec · a7 bílý pěšec · c7 bílý pěšec · e7 černý pěšec · g7 bílý pěšec · f6 bílý pěšec · h6 černý král · e5 bílý pěšec · h5 černý pěšec · h4 bílý pěšec · g2 bílý střelec · h1 černý střelec | a8 bílý král · b8 bílý střelec · f8 bílý jezdec · a7 bílý pěšec · c7 bílý pěšec · e7 černý pěšec · g7 bílý pěšec · f6 bílý pěšec · h6 černý král · e5 bílý pěšec · h5 černý pěšec · h4 bílý pěšec · g2 bílý střelec · h1 černý střelec | a8 bílý král · b8 bílý střelec · f8 bílý jezdec · a7 bílý pěšec · c7 bílý pěšec · e7 černý pěšec · g7 bílý pěšec · f6 bílý pěšec · h6 černý král · e5 bílý pěšec · h5 černý pěšec · h4 bílý pěšec · g2 bílý střelec · h1 černý střelec | a8 bílý král · b8 bílý střelec · f8 bílý jezdec · a7 bílý pěšec · c7 bílý pěšec · e7 černý pěšec · g7 bílý pěšec · f6 bílý pěšec · h6 černý král · e5 bílý pěšec · h5 černý pěšec · h4 bílý pěšec · g2 bílý střelec · h1 černý střelec | a8 bílý král · b8 bílý střelec · f8 bílý jezdec · a7 bílý pěšec · c7 bílý pěšec · e7 černý pěšec · g7 bílý pěšec · f6 bílý pěšec · h6 černý král · e5 bílý pěšec · h5 černý pěšec · h4 bílý pěšec · g2 bílý střelec · h1 černý střelec | 6 |
| 5 | a8 bílý král · b8 bílý střelec · f8 bílý jezdec · a7 bílý pěšec · c7 bílý pěšec · e7 černý pěšec · g7 bílý pěšec · f6 bílý pěšec · h6 černý král · e5 bílý pěšec · h5 černý pěšec · h4 bílý pěšec · g2 bílý střelec · h1 černý střelec | a8 bílý král · b8 bílý střelec · f8 bílý jezdec · a7 bílý pěšec · c7 bílý pěšec · e7 černý pěšec · g7 bílý pěšec · f6 bílý pěšec · h6 černý král · e5 bílý pěšec · h5 černý pěšec · h4 bílý pěšec · g2 bílý střelec · h1 černý střelec | a8 bílý král · b8 bílý střelec · f8 bílý jezdec · a7 bílý pěšec · c7 bílý pěšec · e7 černý pěšec · g7 bílý pěšec · f6 bílý pěšec · h6 černý král · e5 bílý pěšec · h5 černý pěšec · h4 bílý pěšec · g2 bílý střelec · h1 černý střelec | a8 bílý král · b8 bílý střelec · f8 bílý jezdec · a7 bílý pěšec · c7 bílý pěšec · e7 černý pěšec · g7 bílý pěšec · f6 bílý pěšec · h6 černý král · e5 bílý pěšec · h5 černý pěšec · h4 bílý pěšec · g2 bílý střelec · h1 černý střelec | a8 bílý král · b8 bílý střelec · f8 bílý jezdec · a7 bílý pěšec · c7 bílý pěšec · e7 černý pěšec · g7 bílý pěšec · f6 bílý pěšec · h6 černý král · e5 bílý pěšec · h5 černý pěšec · h4 bílý pěšec · g2 bílý střelec · h1 černý střelec | a8 bílý král · b8 bílý střelec · f8 bílý jezdec · a7 bílý pěšec · c7 bílý pěšec · e7 černý pěšec · g7 bílý pěšec · f6 bílý pěšec · h6 černý král · e5 bílý pěšec · h5 černý pěšec · h4 bílý pěšec · g2 bílý střelec · h1 černý střelec | a8 bílý král · b8 bílý střelec · f8 bílý jezdec · a7 bílý pěšec · c7 bílý pěšec · e7 černý pěšec · g7 bílý pěšec · f6 bílý pěšec · h6 černý král · e5 bílý pěšec · h5 černý pěšec · h4 bílý pěšec · g2 bílý střelec · h1 černý střelec | a8 bílý král · b8 bílý střelec · f8 bílý jezdec · a7 bílý pěšec · c7 bílý pěšec · e7 černý pěšec · g7 bílý pěšec · f6 bílý pěšec · h6 černý král · e5 bílý pěšec · h5 černý pěšec · h4 bílý pěšec · g2 bílý střelec · h1 černý střelec | 5 |
| 4 | a8 bílý král · b8 bílý střelec · f8 bílý jezdec · a7 bílý pěšec · c7 bílý pěšec · e7 černý pěšec · g7 bílý pěšec · f6 bílý pěšec · h6 černý král · e5 bílý pěšec · h5 černý pěšec · h4 bílý pěšec · g2 bílý střelec · h1 černý střelec | a8 bílý král · b8 bílý střelec · f8 bílý jezdec · a7 bílý pěšec · c7 bílý pěšec · e7 černý pěšec · g7 bílý pěšec · f6 bílý pěšec · h6 černý král · e5 bílý pěšec · h5 černý pěšec · h4 bílý pěšec · g2 bílý střelec · h1 černý střelec | a8 bílý král · b8 bílý střelec · f8 bílý jezdec · a7 bílý pěšec · c7 bílý pěšec · e7 černý pěšec · g7 bílý pěšec · f6 bílý pěšec · h6 černý král · e5 bílý pěšec · h5 černý pěšec · h4 bílý pěšec · g2 bílý střelec · h1 černý střelec | a8 bílý král · b8 bílý střelec · f8 bílý jezdec · a7 bílý pěšec · c7 bílý pěšec · e7 černý pěšec · g7 bílý pěšec · f6 bílý pěšec · h6 černý král · e5 bílý pěšec · h5 černý pěšec · h4 bílý pěšec · g2 bílý střelec · h1 černý střelec | a8 bílý král · b8 bílý střelec · f8 bílý jezdec · a7 bílý pěšec · c7 bílý pěšec · e7 černý pěšec · g7 bílý pěšec · f6 bílý pěšec · h6 černý král · e5 bílý pěšec · h5 černý pěšec · h4 bílý pěšec · g2 bílý střelec · h1 černý střelec | a8 bílý král · b8 bílý střelec · f8 bílý jezdec · a7 bílý pěšec · c7 bílý pěšec · e7 černý pěšec · g7 bílý pěšec · f6 bílý pěšec · h6 černý král · e5 bílý pěšec · h5 černý pěšec · h4 bílý pěšec · g2 bílý střelec · h1 černý střelec | a8 bílý král · b8 bílý střelec · f8 bílý jezdec · a7 bílý pěšec · c7 bílý pěšec · e7 černý pěšec · g7 bílý pěšec · f6 bílý pěšec · h6 černý král · e5 bílý pěšec · h5 černý pěšec · h4 bílý pěšec · g2 bílý střelec · h1 černý střelec | a8 bílý král · b8 bílý střelec · f8 bílý jezdec · a7 bílý pěšec · c7 bílý pěšec · e7 černý pěšec · g7 bílý pěšec · f6 bílý pěšec · h6 černý král · e5 bílý pěšec · h5 černý pěšec · h4 bílý pěšec · g2 bílý střelec · h1 černý střelec | 4 |
| 3 | a8 bílý král · b8 bílý střelec · f8 bílý jezdec · a7 bílý pěšec · c7 bílý pěšec · e7 černý pěšec · g7 bílý pěšec · f6 bílý pěšec · h6 černý král · e5 bílý pěšec · h5 černý pěšec · h4 bílý pěšec · g2 bílý střelec · h1 černý střelec | a8 bílý král · b8 bílý střelec · f8 bílý jezdec · a7 bílý pěšec · c7 bílý pěšec · e7 černý pěšec · g7 bílý pěšec · f6 bílý pěšec · h6 černý král · e5 bílý pěšec · h5 černý pěšec · h4 bílý pěšec · g2 bílý střelec · h1 černý střelec | a8 bílý král · b8 bílý střelec · f8 bílý jezdec · a7 bílý pěšec · c7 bílý pěšec · e7 černý pěšec · g7 bílý pěšec · f6 bílý pěšec · h6 černý král · e5 bílý pěšec · h5 černý pěšec · h4 bílý pěšec · g2 bílý střelec · h1 černý střelec | a8 bílý král · b8 bílý střelec · f8 bílý jezdec · a7 bílý pěšec · c7 bílý pěšec · e7 černý pěšec · g7 bílý pěšec · f6 bílý pěšec · h6 černý král · e5 bílý pěšec · h5 černý pěšec · h4 bílý pěšec · g2 bílý střelec · h1 černý střelec | a8 bílý král · b8 bílý střelec · f8 bílý jezdec · a7 bílý pěšec · c7 bílý pěšec · e7 černý pěšec · g7 bílý pěšec · f6 bílý pěšec · h6 černý král · e5 bílý pěšec · h5 černý pěšec · h4 bílý pěšec · g2 bílý střelec · h1 černý střelec | a8 bílý král · b8 bílý střelec · f8 bílý jezdec · a7 bílý pěšec · c7 bílý pěšec · e7 černý pěšec · g7 bílý pěšec · f6 bílý pěšec · h6 černý král · e5 bílý pěšec · h5 černý pěšec · h4 bílý pěšec · g2 bílý střelec · h1 černý střelec | a8 bílý král · b8 bílý střelec · f8 bílý jezdec · a7 bílý pěšec · c7 bílý pěšec · e7 černý pěšec · g7 bílý pěšec · f6 bílý pěšec · h6 černý král · e5 bílý pěšec · h5 černý pěšec · h4 bílý pěšec · g2 bílý střelec · h1 černý střelec | a8 bílý král · b8 bílý střelec · f8 bílý jezdec · a7 bílý pěšec · c7 bílý pěšec · e7 černý pěšec · g7 bílý pěšec · f6 bílý pěšec · h6 černý král · e5 bílý pěšec · h5 černý pěšec · h4 bílý pěšec · g2 bílý střelec · h1 černý střelec | 3 |
| 2 | a8 bílý král · b8 bílý střelec · f8 bílý jezdec · a7 bílý pěšec · c7 bílý pěšec · e7 černý pěšec · g7 bílý pěšec · f6 bílý pěšec · h6 černý král · e5 bílý pěšec · h5 černý pěšec · h4 bílý pěšec · g2 bílý střelec · h1 černý střelec | a8 bílý král · b8 bílý střelec · f8 bílý jezdec · a7 bílý pěšec · c7 bílý pěšec · e7 černý pěšec · g7 bílý pěšec · f6 bílý pěšec · h6 černý král · e5 bílý pěšec · h5 černý pěšec · h4 bílý pěšec · g2 bílý střelec · h1 černý střelec | a8 bílý král · b8 bílý střelec · f8 bílý jezdec · a7 bílý pěšec · c7 bílý pěšec · e7 černý pěšec · g7 bílý pěšec · f6 bílý pěšec · h6 černý král · e5 bílý pěšec · h5 černý pěšec · h4 bílý pěšec · g2 bílý střelec · h1 černý střelec | a8 bílý král · b8 bílý střelec · f8 bílý jezdec · a7 bílý pěšec · c7 bílý pěšec · e7 černý pěšec · g7 bílý pěšec · f6 bílý pěšec · h6 černý král · e5 bílý pěšec · h5 černý pěšec · h4 bílý pěšec · g2 bílý střelec · h1 černý střelec | a8 bílý král · b8 bílý střelec · f8 bílý jezdec · a7 bílý pěšec · c7 bílý pěšec · e7 černý pěšec · g7 bílý pěšec · f6 bílý pěšec · h6 černý král · e5 bílý pěšec · h5 černý pěšec · h4 bílý pěšec · g2 bílý střelec · h1 černý střelec | a8 bílý král · b8 bílý střelec · f8 bílý jezdec · a7 bílý pěšec · c7 bílý pěšec · e7 černý pěšec · g7 bílý pěšec · f6 bílý pěšec · h6 černý král · e5 bílý pěšec · h5 černý pěšec · h4 bílý pěšec · g2 bílý střelec · h1 černý střelec | a8 bílý král · b8 bílý střelec · f8 bílý jezdec · a7 bílý pěšec · c7 bílý pěšec · e7 černý pěšec · g7 bílý pěšec · f6 bílý pěšec · h6 černý král · e5 bílý pěšec · h5 černý pěšec · h4 bílý pěšec · g2 bílý střelec · h1 černý střelec | a8 bílý král · b8 bílý střelec · f8 bílý jezdec · a7 bílý pěšec · c7 bílý pěšec · e7 černý pěšec · g7 bílý pěšec · f6 bílý pěšec · h6 černý král · e5 bílý pěšec · h5 černý pěšec · h4 bílý pěšec · g2 bílý střelec · h1 černý střelec | 2 |
| 1 | a8 bílý král · b8 bílý střelec · f8 bílý jezdec · a7 bílý pěšec · c7 bílý pěšec · e7 černý pěšec · g7 bílý pěšec · f6 bílý pěšec · h6 černý král · e5 bílý pěšec · h5 černý pěšec · h4 bílý pěšec · g2 bílý střelec · h1 černý střelec | a8 bílý král · b8 bílý střelec · f8 bílý jezdec · a7 bílý pěšec · c7 bílý pěšec · e7 černý pěšec · g7 bílý pěšec · f6 bílý pěšec · h6 černý král · e5 bílý pěšec · h5 černý pěšec · h4 bílý pěšec · g2 bílý střelec · h1 černý střelec | a8 bílý král · b8 bílý střelec · f8 bílý jezdec · a7 bílý pěšec · c7 bílý pěšec · e7 černý pěšec · g7 bílý pěšec · f6 bílý pěšec · h6 černý král · e5 bílý pěšec · h5 černý pěšec · h4 bílý pěšec · g2 bílý střelec · h1 černý střelec | a8 bílý král · b8 bílý střelec · f8 bílý jezdec · a7 bílý pěšec · c7 bílý pěšec · e7 černý pěšec · g7 bílý pěšec · f6 bílý pěšec · h6 černý král · e5 bílý pěšec · h5 černý pěšec · h4 bílý pěšec · g2 bílý střelec · h1 černý střelec | a8 bílý král · b8 bílý střelec · f8 bílý jezdec · a7 bílý pěšec · c7 bílý pěšec · e7 černý pěšec · g7 bílý pěšec · f6 bílý pěšec · h6 černý král · e5 bílý pěšec · h5 černý pěšec · h4 bílý pěšec · g2 bílý střelec · h1 černý střelec | a8 bílý král · b8 bílý střelec · f8 bílý jezdec · a7 bílý pěšec · c7 bílý pěšec · e7 černý pěšec · g7 bílý pěšec · f6 bílý pěšec · h6 černý král · e5 bílý pěšec · h5 černý pěšec · h4 bílý pěšec · g2 bílý střelec · h1 černý střelec | a8 bílý král · b8 bílý střelec · f8 bílý jezdec · a7 bílý pěšec · c7 bílý pěšec · e7 černý pěšec · g7 bílý pěšec · f6 bílý pěšec · h6 černý král · e5 bílý pěšec · h5 černý pěšec · h4 bílý pěšec · g2 bílý střelec · h1 černý střelec | a8 bílý král · b8 bílý střelec · f8 bílý jezdec · a7 bílý pěšec · c7 bílý pěšec · e7 černý pěšec · g7 bílý pěšec · f6 bílý pěšec · h6 černý král · e5 bílý pěšec · h5 černý pěšec · h4 bílý pěšec · g2 bílý střelec · h1 černý střelec | 1 |
|   | a | b | c | d | e | f | g | h |   |

Samomat je typ šachové úlohy, při němž bílý, táhnoucí první, musí donutit v určeném počtu tahů černého, aby dal bílému mat proti své vůli. Teoreticky jde úloha samomatu zcela proti základnímu cíli hry v šachy, tj. dát mat protihráči (donutit soupeře k tomu, aby dal mat proti své vůli je z tohoto hlediska nemyslitelné). Jde tak většinou jen o hříčku, v šachové praxi neuplatnitelnou, a skládá se proto relativně málo.